# NGC 5488
NGC 5488 = IC 4375 ist eine Balkenspiralgalaxie vom Hubble-Typ SBbc und liegt im Sternbild Zentaur am Südsternhimmel. Sie ist schätzungsweise 189 Millionen Lichtjahre von der Milchstraße entfernt und hat einen Durchmesser von etwa 185.000 Lichtjahren.

Das Objekt wurde am 8. Juni 1837 von John Herschel entdeckt (als NGC gelistet). Wiederentdeckt im April 1900 von DeLisle Stewart (als IC aufgeführt).

## NGC 5488-Gruppe (LGG 369)
| Galaxie   | Alternativname | Entfernung/Mio. Lj |
| --------- | -------------- | ------------------ |
| NGC 5397  | PGC 49908      | 180                |
| NGC 5419  | PGC 50100      | 179                |
| IC 4366   | PGC 50230      | 201                |
| NGC 5488  | PGC 50423      | 189                |
| PGC 50420 | ESO 446-17     | 179                |
| PGC 49805 | ESO 445-86     | 187                |
| PGC 49580 | ESO 445-81     | 189                |
| PGC 50295 | ESO 384-49     | 191                |
| PGC 50007 | ESO 384-35     | 175                |
| PGC 49840 | ESO 384-26     | 191                |
| PGC 49815 | ESO 384-25     | 158                |
| PGC 49658 | ESO 384-19     | 190                |
| PGC 49642 | ESO 384-18     | 182                |
| PGC 49681 | ESO 384-21     | 190                |